# Banu Ghaniya
De Banu Ghaniya was een Berberse dynastie en een tak van de Almoraviden. Hun eerste leider, Muhammad ibn Ali ibn Yusuf, een zoon van Ali ibn Yusuf al-Massufi en de Almoravidische prinses Ghaniya, werd in 1126 aangesteld als gouverneur van de Balearen. Na de ineenstorting van de Almoravidische macht door de Almohaden in de jaren 1140, bleven de Banu Ghaniya de Balearen regeren als onafhankelijke emirs tot ongeveer 1203, met een korte onderbreking in de jaren 1180.
Latere leiders (Ali ibn Ishaq en Yahya) deden een vastberaden poging om de Maghreb (en in het bijzonder Ifriqiya) te heroveren, door Béjaïa, Constantine en Algiers in te nemen en vanaf ongeveer 1180 het grootste deel van het huidige Tunesië te veroveren.
Ze waren invloedrijk bij de ondergang van het Almohadische Rijk in de oostelijke Maghreb. In Tunesië hield Ali ibn Ishaq zich aan het Kalifaat van de Abbasiden en werd formeel benoemd door Al-Mustadi met de titel van "erfgenaam van de Almoraviden".

## Emirs
Balearen

Stamboom van de Banu Ghaniya

- Muhammad ibn Ali ibn Yusuf 1126-1165 (afgezet)
- Ishaq ibn Muhammad (zoon) 1165-1183
- Muhammad ibn Ishaq (zoon) 1183-1184
- Almohaden 1184
- Tashfin ibn Ishaq, emir van Mallorca (in tegenstelling tot 'Ali) 1185-1187
- Abdallah ibn Ishaq (bekend als 'Abdallah ibn Ghaniya), emir van Mallorca 1187-1203

Maghreb
- Ali ibn Ishaq (bekend als Ali ibn Ghaniya) 1184-1188, emir (door verovering) van Béjaïa (1185-1186) Algiers (1186) en Gafsa (1186-1187), krijgsheer in Tunis 1187-1188
- Yahya ibn Ishaq (bekend als Yahya ibn Ghaniya) 1188-1202/1203 krijgsheer in Tunis 1188-1212